# Georg von Neumayer kutatóállomás

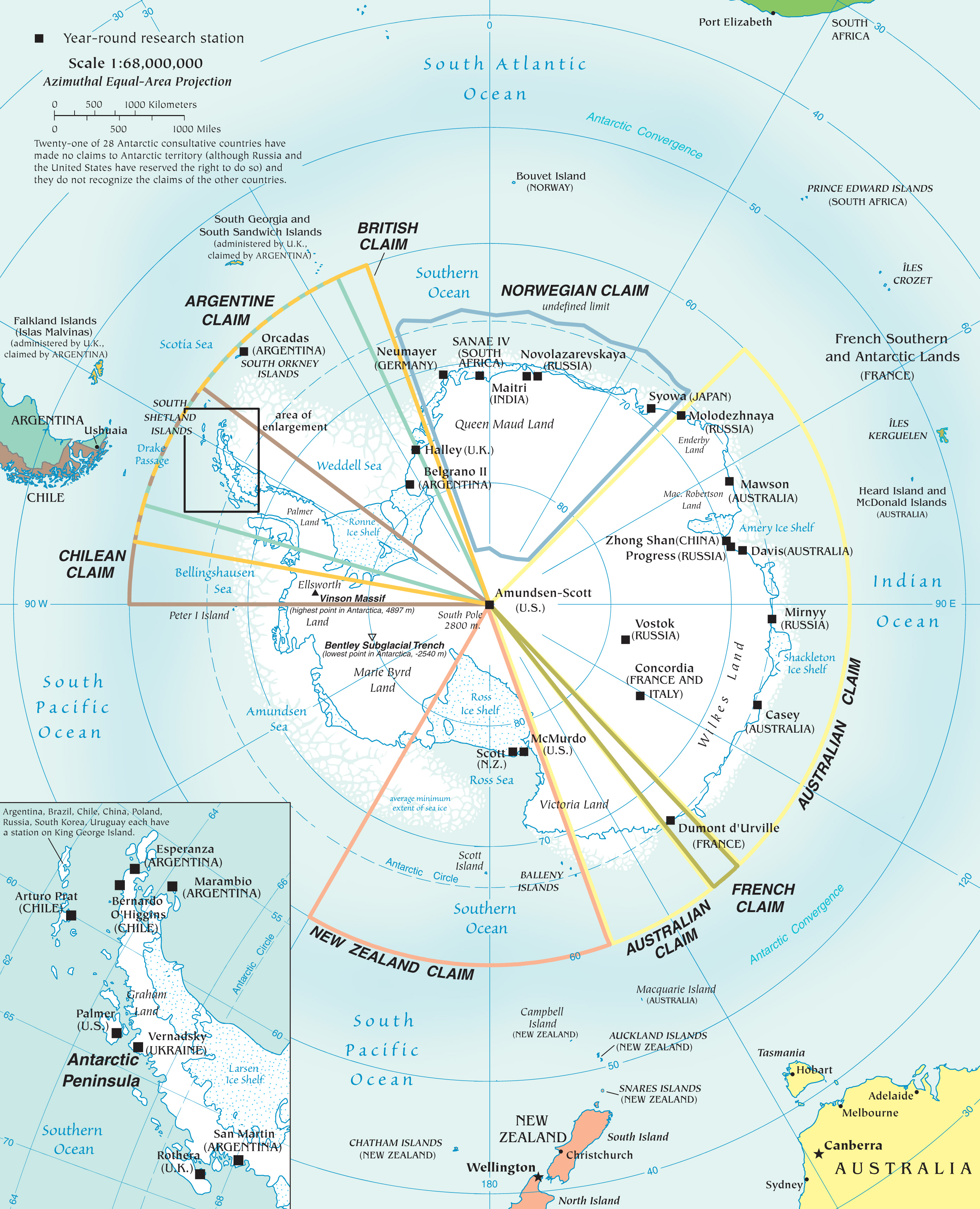
A Georg Neumayer kutatóállomás elhelyezkedése Antarktisz térképén

Georg von Neumayer, az állomás névadója az Antarktiszon végzett német kutatási tevékenység egyik fontos támogatója volt. A róla elnevezett kutatóállomás (Neumayer Station) a Német Szövetségi Köztársaság antarktiszi kutatási tevékenysége céljából az Alfred Wegener Intézet irányításával 1981-ben kezdte meg tevékenységét. Az állomás tudományos megfigyelések, belvízi expedíciók, sarki repülőgépek logisztikai központjának alapjául szolgált.

## Története
A Neumayer kutatóállomás meteorológiai obszervatóriuma 1981 óta szolgáltatja az éghajlati kutatások létfontosságú adatait. A Neumayer kutatóállomáson 1983 óta egy nemzetközi mérőhálózat éghajlati kutatási adatait dolgozzák fel az Alfred Wegener Intézet irányítása alatt. A levegő kémiai obszervatórium méri a klíma releváns gázokat, mint például a szén-dioxid, metán és az ózon.
A Neumayer kutatóállomáson az antarktiszi tél során általában 9 ember él és dolgozik: egy orvos, aki egyben az állomás vezetője is, egy meteorológus, egy levegőkémikus , két geofizikus mérnök, villanyszerelő, rádiós, elektromérnök és szakács.

### Neumayer I kutatóállomás
Elhelyezkedése:
- Déli szélesség: 70 fok
- Nyugati hosszúság: 8 fok 22 perc
- Idő: UTC 0

A Neumayer I kutatóállomás 1981-ben kezdte meg tevékenységét az Engström Ice Shelfen mint kutatási obszervatórium. Geofizikai, meteorológiai és légköri kémiai méréseket végzett, valamint a nyári expedíciók logisztikai bázisa volt.
10 éves működése alatt az állomás a jégmozgások és az erős havazások miatt 14 méter mélyre süllyedt, ezért szükségessé vált egy új állomás, a Neumayer II építése.

### Neumayer II kutatóállomás
Elhelyezkedése:
- Déli szélesség: 70 fok 39 perc
- Nyugati hosszúság: 8 fok 15 perc
- Idő: UTC 0

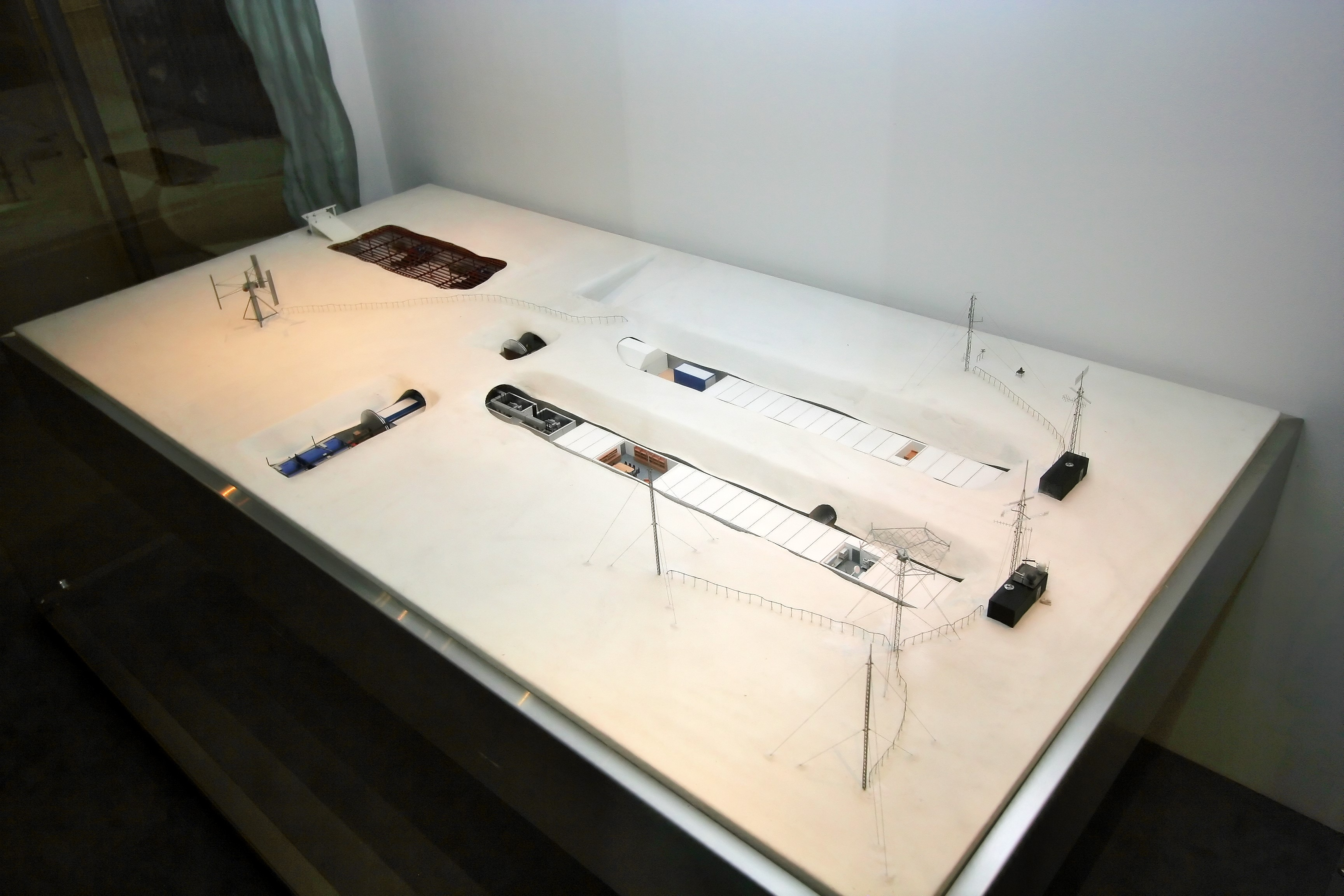
A Neumayer II kutatóállomás modellje Bonnban, a múzeumban

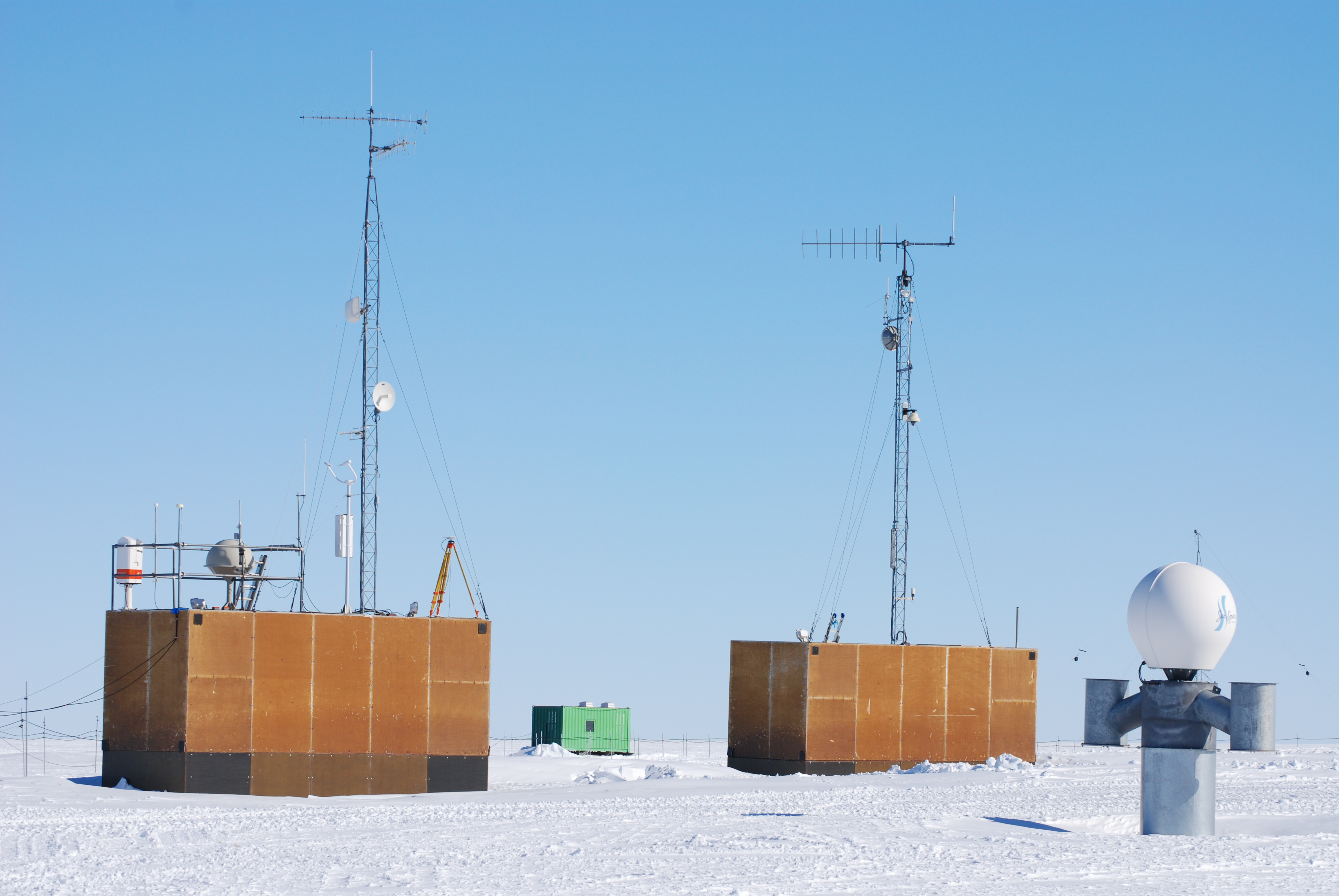
A Neumayer II kutatóállomás látképe 2008. február 8-án

Az új állomás 1992 márciusában nyílt meg, mindössze 10 km-re az eredeti, első helyétől, ettől az időtől fogva folyamatosan bővült, és most is nyomon követi a légköri ózont.
A Neumayer II kutatóállomás is, 17 évi működése alatt, 14 méter mélyre süllyedt a hó és a jég alá, ezért ismét szükségessé vált egy újabb állomás építése.

### Neumayer III kutatóállomás
Elhelyezkedése:
- Déli szélesség: 70 fok 40 perc
- Nyugati hosszúság: 8 fok 16 perc
- Idő: UTC 0

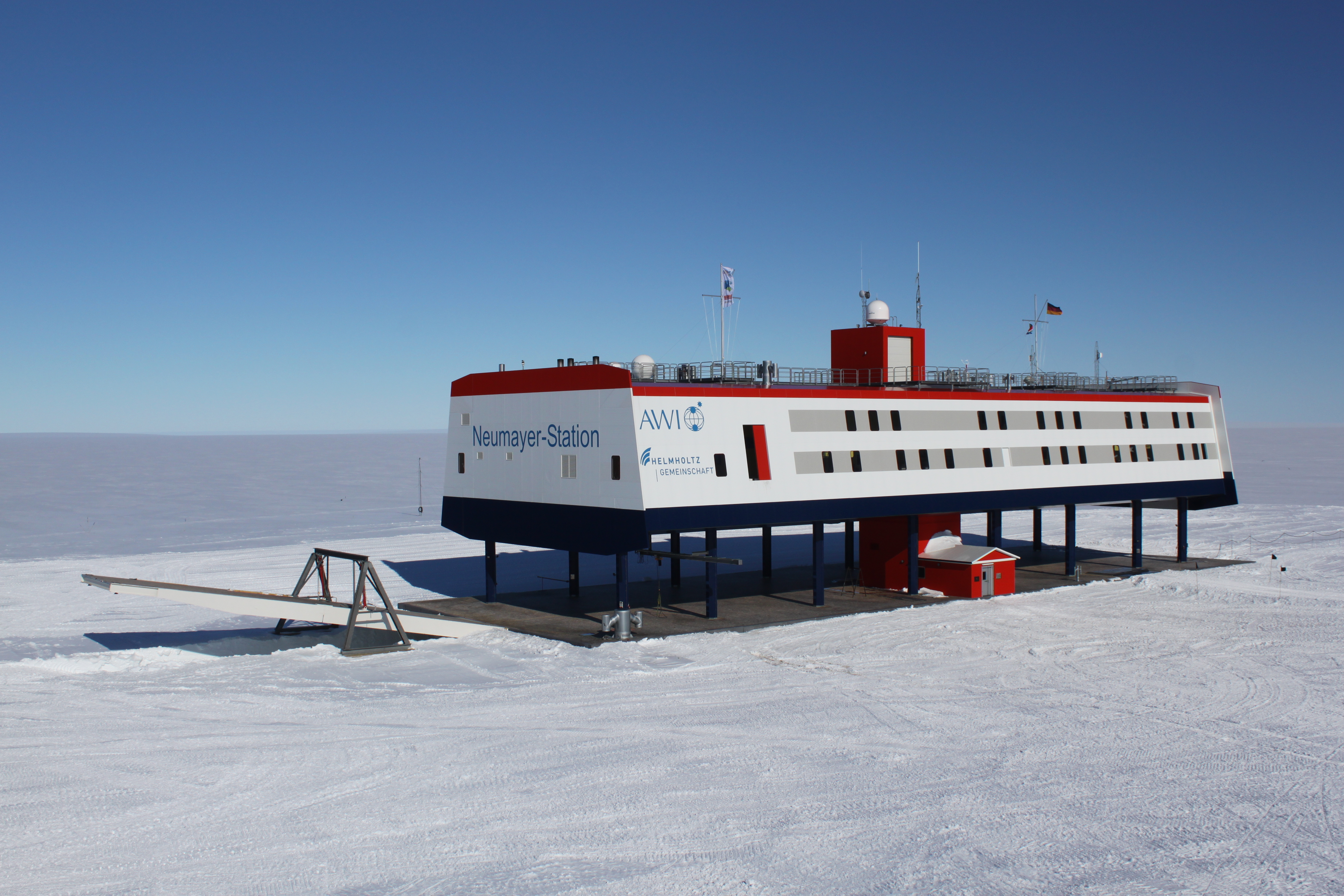
A Neumayer III kutatóállomás látképe 2009. december 2-án

A Neumayer III kutatóállomást a régi Neumayer II kutatóállomástól 6 km-re délre építették meg, és 2009 februárjában avatták fel.